# Holonuncia enigma
Holonuncia enigma is een hooiwagen uit de familie Triaenonychidae.